# Christian Vater (médecin)
Pour les articles homonymes, voir Christian Vater et Vater.
Christian Vater, né en 1651 et mort en 1732, est un botaniste saxon, médecin et professeur d'université.

## Biographie
Christian Vater est né en 1651 à Jüterbog, il reçoit son éducation scolaire à Torgau et Weißenfels, étudie à Wittenberg à partir de 1674 et n'obtient son doctorat en médecine qu'en 1681. Après s'être installé ici en tant que médecin, il devint Landphysicus en 1686 et quatre ans plus tard, il obtient le poste de professeur extraordinaire de médecine, qu'il occupe jusqu'à sa mort le 6 octobre 1732. Il était le médecin personnel du Prince d'Anhalt-Zerbst et membre de l'Académie impériale et royale Leopold.-Carolinischen Akademie der Naturforscher sous le nom de "Nicomachus".